# Wilhelm Göcke
Wilhelm Göcke (Schwelm, Duitse Keizerrijk, 12 februari 1898 – Fontana Liri, Italië, 22 oktober 1944) was een SS-Standartenführer (kolonel), SS-Obersturmbannführer (luitenant-kolonel) der Reserve der Waffen-SS en een commandant van het Warschau-concentratiekamp en het Getto van Kovno.

## Leven
Na het uitbreken van de Eerste Wereldoorlog, verliet Göcke school en ging als 16-jarige vrijwillig in het leger. Hoewel hij een veelbelovende student was, maakte de oorlog een einde aan zijn studies. Toen de oorlog werd beëindigd had hij de rang van luitenant en ging hij bij het Lützow Freikorps in 1919.
Göcke sloot aan bij de NSDAP (nr. 335 455) en in 1931 bij de SS (nr. 21 529). In april van 1933 werd hij lid van de SS-Standarten.
Van juni tot juli 1942 was hij leider van het Narvik-Arbeitslager (werkkamp) in Noorwegen. Van juli 1942 tot juli 1943 werkte hij magazijnmeester in het Mauthausen-Gusen-concentratiekamp. In juli 1943 werd hij commandant van het concentratiekamp van Warschau, tot september 1943, waarna hij commandant werd in de Getto van Kovno in Litouwen. Hier bleef hij aangesteld tot juni 1944. Als kampcommandant kreeg hij een basissalaris van 740 Mark.
Na juni 1944 diende Göcke onder de Höherer SS- und Polizeiführer Odilo Globocnik in de Operationszone Adriatisches Küstenland (Operatiezone Adriatische kustenland). Hier hield de SS acties tegen de partisanen. Volgens ooggetuigen zou Göcke tijdens deze acties Joden neergeschoten hebben. In 1944 werd Göcke neergeschoten.

## Militaire loopbaan
- SS-Sturmführer: 20 april 1933 - [6]
- SS-Obersturmführer: 9 november 1933[6]
- SS-Hauptsturmführer: 30 januari 1934[6]
- SS-Sturmbannführer: 9 augustus 1934[6]
- SS-Obersturmbannführer: 9 november 1936[6]
- SS-Standartenführer: 9 november 1937[6]

## Loopbaan
- Januari 1919 - december 1919 - Lützow Freikorps
- Daarna had hij zijn eigen zaak, hij ging failliet in 1928.
- Tot 1930 werkte hij in een Zweeds bedrijf, totdat hij werd ontslagen wegens politieke activiteiten
- November 1931 - sloot zich aan bij de SS
- 20 april 1933 - 9 november 1933 - commandant 2. SS-Sturme, II. Sturmbann, 30.SS-Standarte
- 9 november 1933 - 30 januari 1934 - Commandant V. SS-Sturmbann 30.SS-Standarte
- 30 januari 1934 - 1 november 1934 - commandant III. SS-Sturmbann 30.SS-Standarte
- 1 november 1934 - 1 januari 1935 - commandant 8.SS-Standarte
- 1 januari 1935 - verplaatst naar SS-Verfügungstruppen (SS-VT)
- 1 januari 1935 - 14 januari 1936 - in personeel II. 2.SS-Standarte bataljon (SS-VT)
- 1 april 1936 - 20 oktober 1944 - commandant van de 88.SS-Standarte
- 1 december 1938 - 19 januari 1939 - officier in SS-Totenkopf-Standarte 1 Oberbayern
- 1 september 1939 - 15 januari 1941 - commandant I. SS-Sturmbann SS-Totenkopf-Standarte 6
- 15 januari 1941 - 31 augustus 1941 - een officier in de SS Kampfgruppe "Nord" is overgeplaatst wegens te brutaal omgaan met ondergeschikten
- 1 september 1941 - 4 juni 1942 - officier in SS-Totenkopf-Standarte 1
- Juni 1942 - juli 1942 - commandant van werkkampen (Arbeitslager) in Narvik
- Juli 1942 - oktober 1942 - in KL Mauthausen
- Oktober 1942 - oktober 1943 - commandant Lager Warschau (later KL Warschau)
- Oktober 1943 - juni 1944 - commandant van KL Kauen
- 22 oktober 1944 - in dienst bij Höherer SS- und Polizeiführer Operationszone Adriatisches Küstenland, werd gedood tijdens de actie tegen de partisanen in de buurt van Triëst

## Onderscheidingen[7]
- IJzeren Kruis 1914, 1e Klasse en 2e Klasse[6]
- Gewondeninsigne 1918 in zilver
- Erekruis voor de Wereldoorlog[6]
- Ehrendegen des Reichsführers-SS[6]
- SS-Ehrenring[6]
- Sportinsigne van de SA[6]